# Quesada (Hiszpania)
Quesada – gmina w Hiszpanii, w prowincji Jaén, w Andaluzji, o powierzchni 328,35 km². W 2011 roku gmina liczyła 5906 mieszkańców.